# Henry Oberholzer
Pour les articles homonymes, voir Oberholzer.
Henry Arthur Oberholzer (né le 12 avril 1893 à St Pancras et mort le 20 mars 1953 à Newport) est un gymnaste artistique britannique.

## Biographie
Il remporte ensuite la médaille de bronze du concours par équipes des Jeux olympiques d'été de 1912 à Stockholm.